# يلا سوا

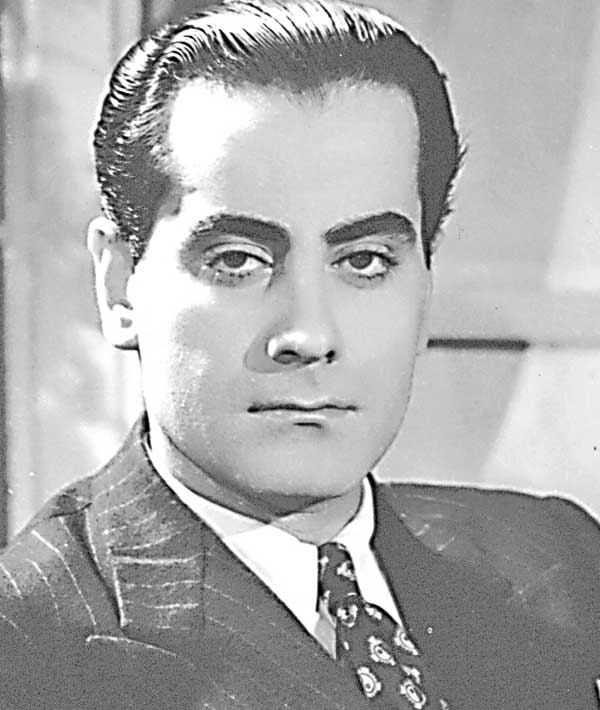
فريد الأطرش - لحن وغناء

يلا سوا  أغنية من ألحان وغناء فريد الأطرش مدتها 13:51 دقيقة. كتب الكلمات شاعر العامية بيرم التونسي وظهرت الأغنية عام 1947  وحققت النجاح المنشود وسجلها فريد الأطرش على أسطوانة كما قدمها في حفلات كثيرة، وكانت تمتد لمدة أطول من 20 دقيقة. كان بيرم التونسي متردداً في تكرار جملة واحدة عدة مرات في الأغنية ولكن فريد الأطرش لحنها وتكررت جملة (يلا سوا) 53 مرة  وتكررت جملة (سوا سوا) 18 مرة ولم ينتقص هذا من نجاحها.  

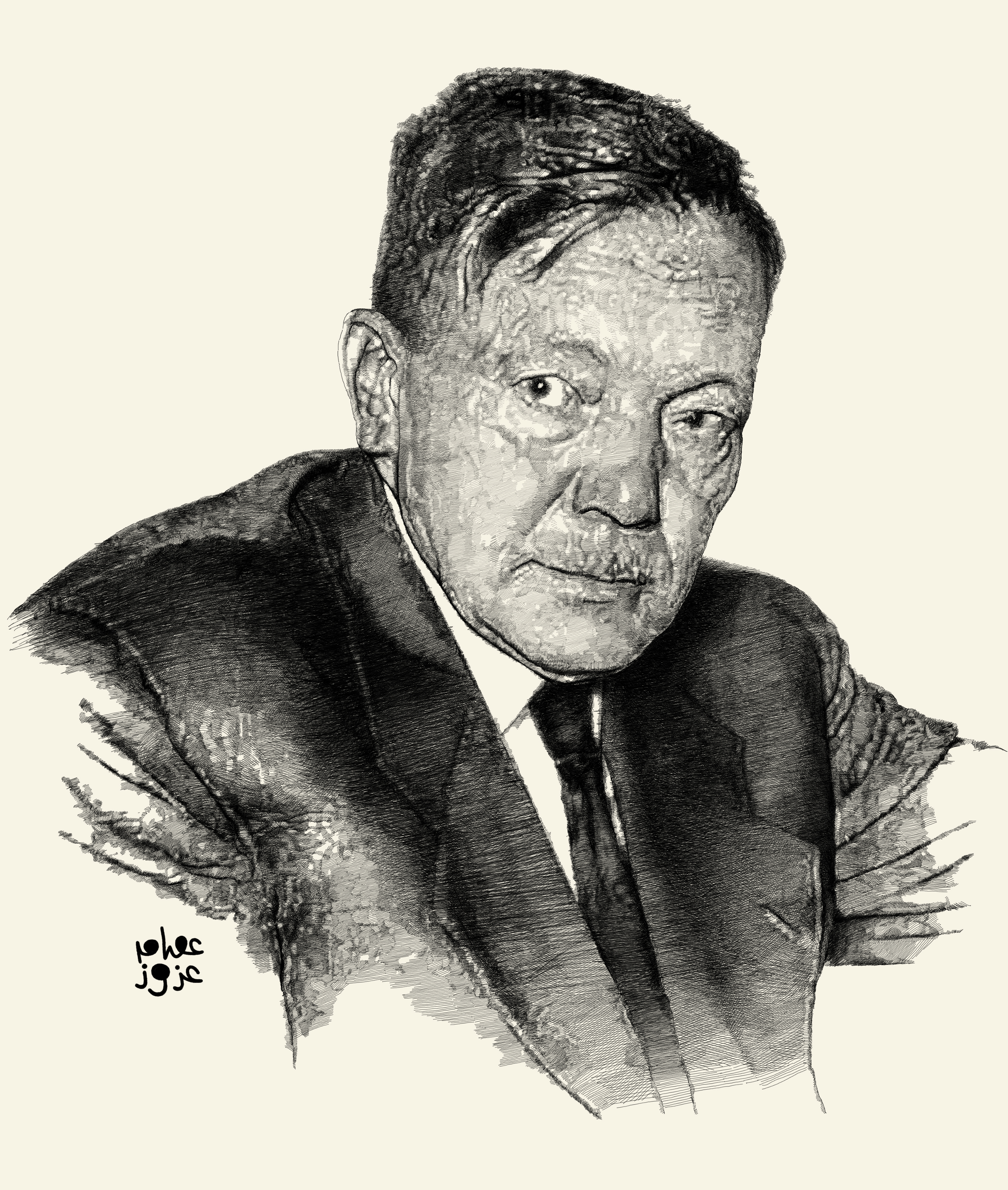
بيرم التونسي - كلمات الأغنية

## تأثيرات الأغنية
جاء في كتاب "الإقامة والترحال" للكاتب والشاعر والمترجم المصري "ياسر عبد اللطيف" قصة عن أغنية "يالا سوا" وروى أن وزارة الثقافة المصرية قد أقامت حفل لاحياء ذكرى فريد الأطرش وشارك فيه جمعية محبي فريد الأطرش (وهي جمعية نشطة أسسها ويرأسها الفنان عادل السيد  منذ عام 2009 لرعاية الفن والمواهب الفنية) وقامت أستاذة من كلية التربية الموسيقية تلقي محاضرة عن الخصائص الموسيقية عند فريد الأطرش، وفي نهاية المحاضرة طالبت الحاضرين أن يرددوا وراءها عندما تغني مطلع أغنية فريد الأطرش الشهيرة "يلا سوا"! قالت قبل أن تبدأ- إن الأغنية ومذهبها الذي يردده الكورال يندرجان تحت تصنيف ما يعرف بأغاني المجداف، وهي تلك الأهازيج التي يرددها البحارة بينما يجدفون في المراكب الكبيرة لإشعال الحماس، وكان هذا التعريف قد ذكره المؤرخ الموسيقي عبد الحميد توفيق زكي). بدأ الحضور في ترديد "يلا سوا" والأستاذة تردد وتنوع في الجملة بنفس الترديدات والتنويعات اللانهائية التي غناها فريد الأطرش منذ عقود. وبعد نهاية فقرة أستاذة التربية الموسيقية، اعتلى المسرح رجل وتم تقديمه باعتباره أمير من عائلة الأطرش، وهو ابن أخي فريد الأطرش، وأنه دبلوماسي سوري مقيم في القاهرة. وألقى خطبة عن دور عمه في الموسيقى العربية، ثم تطرق إلى الحديث عن الأمة العربية وعظمتها، وما إن انتهى الرجل من كلامه حتى انفجرت القاعة بالتصفيق.
كتب المؤرخ الفنى وجيه ندى  أن الموسيقار محمد الموجي كان معجب بفريد الأطرش وقال: "أول ما غنيت للجمهور كانت أغنيته الرائعة "يلا سوا" كان علما موسيقيا عربيا شرقيا عصريا أفني عمره في خدمة الموسيقى العربية وجعلها عالمية."
قدم عازف الجيتار عمر خورشيد نسخته من موسيقى "يلا سوا".

## كلمات الأغنية
يلا سوا
يلا سوا يلا سوا
للربيع نقطف أزاهيره
للقمر نرقص على نوره
للنسيم نخطر على سيره
يلا سوا يلا سوا
دي الطيور صابحة تنادينا
تنادينا تنادينا
نسمع غناها وتسمع من أغانينا
يلا سوا يلا سوا
سوا سوا يلا سوا سوا سوا يلا سوا
إحنا الأحبة كلنا  نعيش على النور والهوا
في دنيا سايرة بالهوا على مرام أهل الهوى
سوا سوا سوا يلا سوا يلا سوا
أنت وأنا والحياة تضحك حوالينا
أنت وأنا والزمان غافل ونسينا
أنت وأنا والغرام والحب يكفينا
أنت وأنا والغرام والدنيا في إيدينا
سوا يلا سوا يلا سوا
سوا سوا سوا يلا سوا يلا سوا
أنت وحيد وانا وحيد
أنت وحيد في جمالك وانا وحيد في هيامي
تعال ياللي غرامك وافق هواي وغرامي
تعال أسمع كلامك تعال إسمع كلامي
قل لي وأقول لك ونحكي عن أمانيـنا
إللي عليها اتفقنا واستعدينا

## وصلات خارجية
https://bidayatmag.com/node/394 يلا سوا
https://www.youtube.com/watch?v=imhCdyYqP1E يلا سوا
https://www.youtube.com/watch?v=CYDeG4oHw0g يلا سوا
https://www.youtube.com/watch?v=_iZfNTxm3cQ يلا سوا